# Pedro Hernández Martínez
Pedro Hernández Martínez (Madrid, 2 d'octubre de 1978) és un exfutbolista madrileny, que ocupava la posició de defensa. Posteriorment fa d'entrenador de futbol.

## Trajectòria esportiva
Format al planter de l'Atlètic de Madrid, no arriba a debutar amb el primer equip. En busca d'oportunitats, fitxa per l'Albacete Balompié el 2001. Amb l'equip manxec va de més a menys, tot arribant a debutar a primera divisió la temporada 03/04.
Després d'una campanya al Ciudad de Murcia, el 2005 fitxa pel CE Castelló, amb qui ha jugat prop d'un centenar de partits a la Segona Divisió.